# Baby Baby Baby
「Baby Baby Baby」（ベイビー・ベイビー・ベイビー）は、日本のシンガーソングライターである奥井雅美とボンジュール鈴木の楽曲。
作詞は奥井、作曲はボンジュール、編曲は鈴木Daichi秀行がそれぞれ担当したこの楽曲は、テレビアニメ『履いてください、鷹峰さん』のオープニングテーマとして使用され、2025年4月23日にLantisから、奥井の46枚目のシングルとしてリリースされた。

## 制作
この楽曲は、タイアップ先に沿って制作され、作詞を手がける際に奥井は原作を目を通したうえで「鷹峰さんが実は乙女な恋心など、純粋さも持っているんじゃないかなと感じたので、そういった部分も歌詞にして歌いました」と語っている。また、歌詞に「あなたが欲しい」という意味の「Je te veux」と「愛している」という意味「Je t’aime」などのフランス語があるが、これに対して奥井は、ボンジュール鈴木が制作したデモテープの中にフランス語が入っていたため、そのまま残したという。
近年アニメソングのタイアップ曲を依頼される際、「こんな感じでお願いします」という参考曲と一緒にオーダーを受けることが多くあり、今回も同様の流れでオファーが来たといい、奥井は楽曲に関して「おしゃれで色気のある音楽」としたうえで「これまであまり作ったり、歌ったことがないような曲」であったため、シンガーソングライターであるボンジュールに依頼し、コラボする流れになったという。
楽曲のタイトルに関して奥井は、レコーディング後に「あっ！これは『Baby Baby Baby』がいいかも!?」と舞い降りてきたといい、「インパクトもあるし、覚えやすいし、文字にしてみてもおしゃれ感があっていいかなと思って決めました」と語っている。

## 批評
| 専門評論家によるレビュー | 専門評論家によるレビュー |
| レビュー・スコア         | レビュー・スコア         |
| 出典                     | 評価                     |
| ------------------------ | ------------------------ |
| CDジャーナル             | 肯定的                   |

CDジャーナルは、「ボーイッシュな奥井の声とキッチュな鈴木の声が絶妙にマッチするナンバーだ」と称賛した。

## シングル
「Baby Baby Baby」（ベイビー・ベイビー・ベイビー）は、2025年4月23日にLantisから発売された奥井雅美の46thシングル。

### リリース
2025年4月23日に、Lantisから初回限定盤である8cmCDと通常盤であるマキシシングルの2形態でリリースされた。
奥井が8cmCDをリリースするのは、2001年の「女神になりたい〜for a yours〜」以来、24年ぶりとなった。経緯として、Lantisからの提案で実現したといい、奥井は「私は90年代シンガーなので、すごくなじみがあるんですよね。この先いつ出せるかわからないので、記念グッズのような感じで大切にしていただけたらいいなと思って。なんなら通常盤も買っていただいて、私の過去のCDと一緒に、今回のCDを並べていただけたら嬉しいです」と語っている。

### チャート成績
2025年5月5日付のオリコン週間シングルチャートで32位を獲得し、2012年にリリースした「ソラノウタ」以来、約13年ぶりにTOP30にランクインした。
2025年4月30日付のBillboard JAPAN Top Singles Salesで34位を獲得した。

### 収録曲
| 全作詞: 奥井雅美。 |                                                    |           |                  |                |      |
| #                  | タイトル                                           | 作詞      | 作曲             | 編曲           | 時間 |
| 1.                 | 「Baby Baby Baby」(奥井雅美 with ボンジュール鈴木) | 奥井雅美  | ボンジュール鈴木 | 鈴木Daichi秀行 | 4:20 |
| 2.                 | 「D〜螺旋〜」                                      | 奥井雅美  | R・O・N          | R・O・N        | 3:25 |
| 3.                 | 「Baby Baby Baby」(Off Vocal)                      | 奥井雅美  |                  |                | 4:20 |
| 4.                 | 「D〜螺旋〜」(Off Vocal)                           | 奥井雅美  |                  |                | 3:25 |
| 合計時間:          | 合計時間:                                          | 合計時間: | 合計時間:        | 15:30          |      |

### 参加ミュージシャン
| Baby Baby Baby - Drums : 菊嶋亮一 - Gutar, Bass & All Instruments : 鈴木Daichi秀行 | D〜螺旋〜 - Programming & All other Instruments : R・O・N |

### メディアでの使用
| # | 曲名               | タイアップ                                                 | 出典   |
| - | ------------------ | ---------------------------------------------------------- | ------ |
| 1 | 「Baby Baby Baby」 | テレビアニメ『履いてください、鷹峰さん』オープニングテーマ | [ 12 ] |